# Subang (regentschap)
Subang is een regentschap in de provincie West-Java op het eiland Java. Subang telde in 2003 1.407.000  inwoners op een oppervlakte van 2052 km².
Stadsgemeenten: Bandung · Banjar · Bekasi · Bogor · Cimahi · Cirebon · Depok · Sukabumi · Tasikmalaya

Regentschappen: Bandung · Bekasi · Bogor · Ciamis · Cianjur · Cirebon · Garut · Indramayu · Karawang · Kuningan · Majalengka · Pangandaran · Purwakarta · Subang · Sukabumi · Sumedang · Tasikmalaya · West-Bandung